# Малинівка (Пологівський район)
Мали́нівка (до 1946 року — Туркенівка, до 1963 року — Новоселівка) — село в Україні, центр Малинівської сільської громади Пологівського району Запорізької області. Станом на 12 червня 2025 року в селі проживає одна людина.

## Географія
Село Малинівка розташоване на лівому березі річки Янчул, нижче за течією на відстані 1 км розташоване село Полтавка. Річка в цьому місці пересихає.

## Історія
Село засноване у 1800 році під первинною назвою — Туркенівка.
Під час організованого радянською владою Голодомору 1932—1933 років померло щонайменше 160 жителів села.
У 1946 році перейменоване в село Новоселівка.
У 1963 році перейменоване в село Малинівка.
До 2018 орган місцевого самоврядування — Малинівська сільська рада. 3 серпня 2018 року Малинівська сільська рада, в ході децентралізації, об'єднана з Малинівською сільською громадою.
12 червня 2020 року, відповідно до Розпорядження Кабінету Міністрів України від № 713-р «Про визначення адміністративних центрів та затвердження територій територіальних громад Запорізької області», увійшло до складу Малинівської сільської громади.
19 липня 2020 року, в результаті адміністративно-територіальної реформи та ліквідації Гуляйпільського району, село увійшло до складу Пологівського району.
З 5 березня 2022 року, під час широкомасштабного вторгнення в Україну, село перебувало під рашистською окупацією і було майже їми знищено. 22 березня 2022 року підрозділами Збройних сил України, зокрема гірсько-штурмова та десантна бригади, а зачистку села проводили військовослужбовці Запорізької бригади ТрО. село було звільнено від окупантів.
Село Малинівка — один із перших населених пунктів у Запорізькій області, яке звільнено українськими військовими від окупаційних військ. Паралельно наприкінці березня — початку квітня 2022 року було звільнено від російської окупації ще низку сіл регіону. Згодом російські окупанти здійснювали кілька спроб знову захопити Малинівку. Нині село лишається на лінії вогню. Через постійні обстріли з боку російських окупантів практично всі жителі села покинули його.
7 лютого 2023 року окупанти обстріляли село.
20 лютого 2023 року окупанти обстріляли цивільну інфраструктуру населеного пункту.
15 березня 2024 року військовослужбовці РФ здійснили 192 артудари по території Гуляйполя, Роботиного, Новодарівки, Малинівки, Малої Токмачки, Новоданилівки, Темирівки, Долинки, Вербового та Червоного.
19 квітня 2024 року за словами голови Запорізької ОВА Івана Федорова, ворог завдав 5 авіаційних ударів по Роботиному, Малій Токмачці та Новоандріївці. 32 БПЛА різної модифікації атакували Гуляйполе, Левадне, Роботине, Малу Токмачку, Малинівку і Новоандріївку. ️2 обстріли РСЗВ накрили Левадне і Роботине. ️252 артобстріли завдано по території Гуляйполя, Малої Токмачки, Новоандріївки, Новоданилівки, Роботиного, Левадного та Малинівки.
Загиблі у боях поблизу села
- Модін Сергій Георгійович (1975—2022) — старший сержант Збройних Сил України, учасник російсько-української війни, що загинув у ході російського вторгнення в Україну 6 травня 2022 року.

## Населення
Згідно з переписом УРСР 1989 року чисельність наявного населення села становила 863 особи, з яких 366 чоловіків та 497 жінок.
За переписом населення України 2001 року в селі мешкали 873 особи..

### Мова
Розподіл населення за рідною мовою за даними перепису 2001 року
| Мова       | Відсоток |
| ---------- | -------- |
| українська | 97,51 %  |
| російська  | 2,38 %   |
| болгарська | 0,11 %   |

## Економіка
- «Батьківщина», ТОВ.

## Об'єкти соціальної сфери
- НВК.
- Дитячий садочок.
- Будинок культури.
- Амбулаторія.

## Цікавий факт
На території України налічується 29 населених пунктів під назвою Малинівка.